# Escuela de Música de Almoradí
La Escuela de Música de Almoradí (EMA) es un complejo educativo público y de titularidad municipal situado en el municipio de Almoradí (Alicante), dedicado principalmente a la enseñanza de la música. El complejo incluye el Conservatorio Profesional de Música, la Sociedad Unión Musical y el Auditorio Municipal, entre otras.
Inaugurado el 25 de marzo de 2011, el conjunto de los cuatro edificios supone más de 6.000 m² en total de espacio dedicado a la música.

## Instituciones
Las instalaciones dan cabida a las siguientes instituciones:
- Auditorio Municipal de Almoradí: tiene un aforo de 452 butacas. Además de contar con una programación estable, sirve de espacio para audiciones y otros eventos.
- Conservatorio Profesional de Música de Almoradí: imparte los ciclos de Grado Elemental y Grado Medio, dentro del sistema oficial de educación musical.
- Sociedad Unión Musical de Almoradí: sede de la Banda Sinfónica, la Banda Joven y una escuela que imparte a nivel privado ciclos de iniciación musical y Grado Elemental.
- Escuela Permanente de Adultos (EPA)
- Servicio de Atención Psicopedagógica (SPES)
- Cafetería

Cuenta, además, con una ludoteca.